# Dimeria aristata
Dimeria aristata là một loài thực vật có hoa trong họ Hòa thảo. Loài này được (Hack.) Senaratna mô tả khoa học đầu tiên năm 1956.